# 南湖大山南峰
南湖大山南峰，又名南湖南山，位於臺灣臺中市和平區平等里與花蓮縣秀林鄉和平村之間，為台灣知名山峰，也是台灣百岳之一，排名第29。南湖大山南峰3,475公尺（舊測為3,516公尺），屬於中央山脈。南湖大山南峰東南方有巴巴山，北邊連接南湖大山。